# Novantinoe cribristernis
Novantinoe cribristernis là một loài bọ cánh cứng trong họ Cerambycidae.